# Llista de dispositius amb Windows Phone 7
Aquesta pàgina busca llistar i comparar els dispositius que s'envien amb el sistema operatiu de Microsoft Windows Phone 7. HTC Corporation, Samsung, LG, Dell, Fujitsu, Nokia, Acer, Alcatel i ZTE han alliberat dispositius basats en Windows Phone.
Al llarg de la seva vida útil, Windows Phone 7 va ser instal·lat a 28 dispositius diferents. Aquesta llista conté els dispositius que han estat confirmats i anunciats oficialment pels seus fabricants.

## Llançament

### Windows Phone 7.0
Els dispositius de primera generació venen amb Windows Phone 7 preinstal·lats i es poden actualitzar a Windows Phone 7.5 i 7.8. Tots els dispositius d'aquesta llista inclouen un processador d'un sol nucli a 1 GHz Scorpion, 512 MB de RAM, una pantalla amb resolució 480 x 800 WVGA, una càmera posterior de 5 megapíxels i una brúixola digital integrada. El xipset utilitzat és el Snapdragon S1 QSD8250 en dispositius no LG i Snapdragon S1 QSD8650 en dispositius LG. Tanmateix, hi ha dues excepcions; El Dell Venue Pro no té brúixola, mentre que el HTC 7 Mozart inclou una càmera posterior de 8 MP en comptes de 5 MP.
| Producte                         | Data de llançament | Emmagatzematge     | Pantalla                  | Teclat |
| -------------------------------- | ------------------ | ------------------ | ------------------------- | ------ |
| Dell Venue Pro                   | Novembre 2010      | 8 o 16 GB          | 4.1" AMOLED               | Sí     |
| HTC 7 Pro (Arrive)               | Gener 2011         | 8 o 16 GB          | 3.6" TN LCD               | Sí     |
| HTC 7 Surround                   | Novembre 2010      | 16 GB              | 3.8" TN LCD               | No     |
| HTC 7 Trophy                     | Octubre 2010       | 8 o 16 GB          | 3.8" Super LCD            | No     |
| HTC 7 Mozart                     | Octubre 2010       | 8 o 16 GB          | 3.7" Super LCD            | No     |
| HTC HD7 (HD7S)                   | Octubre 2010       | 8 o 16 GB          | 4.3" LCD (HD7S Super LCD) | No     |
| LG Optimus 7 (Jil Sander Mobile) | Octubre 2010       | 16 GB              | 3.8" TN LCD               | No     |
| LG Quantum (Optimus 7Q)          | Octubre 2010       | 16 GB              | 3.5" TN LCD               | Sí     |
| Samsung Focus                    | Novembre 2010      | 8 o 16 GB, microSD | 4.0" AMOLED#Super AMOLED  | No     |
| Samsung Omnia 7                  | Octubre 2010       | 8 o 16 GB          | 4.0" AMOLED#Super AMOLED  | No     |

### Windows Phone 7.5
La segona generació de Windows Phone porta pre-instal·lada la versió Windows Phone 7.5 "Mango" de Windows Phone o superior. Tots els dispositius d'aquesta llista tenen un processador d'un únic nucli, una pantalla amb resolució WVGA de 480 x 800 i (excepte el HTC Radar) que porta incorporat una brúixola digital). A causa del canvi de requisits, alguns dispositius de segona generació tenen processadors de velocitat inferior o menys de 512 MB de RAM.
| Producte                      | Data de llançament | CPU (GHz) | RAM    | Emmagatzematge | Pantalla               | Càmera    | Càmera  | Giroscopi |
| Producte                      | Data de llançament | CPU (GHz) | RAM    | Emmagatzematge | Pantalla               | Posterior | Frontal | Giroscopi |
| ----------------------------- | ------------------ | --------- | ------ | -------------- | ---------------------- | --------- | ------- | --------- |
| Acer Allegro                  | Novembre 2011      | 1.0 GHz   | 512 MB | 8 GB           | 3.6" TN LCD            | 5 MP      | N/D     | No        |
| Alcatel One Touch View        | Desembre 2012      | 1.0 GHz   | 512 MB | 4 GB           | 3.7" TN LCD            | 5 MP      | 0.3 MP  | No        |
| Fujitsu Toshiba IS12T         | Setembre 2011      | 1.0 GHz   | 512 MB | 32 GB          | 3.7" TN LCD            | 13.2 MP   | N/D     | Sí        |
| HTC Radar                     | Octubre 2011       | 1.0 GHz   | 512 MB | 8 GB           | 3.8" Super LCD         | 5 MP      | 0.3 MP  | No        |
| HTC Titan (Ultimate/Eternity) | Octubre 2011       | 1.5 GHz   | 512 MB | 16 GB          | 4.7" Super LCD         | 8 MP      | 1.3 MP  | Sí        |
| HTC Titan II                  | Abril 2012         | 1.5 GHz   | 512 MB | 16 GB          | 4.7" Super LCD         | 16 MP     | 1.3 MP  | Sí        |
| Nokia Lumia 510               | Novembre 2012      | 0.8 GHz   | 256 MB | 4 GB           | 4.0" TN LCD            | 5 MP      | N/D     | No        |
| Nokia Lumia 610               | Abril 2012         | 0.8 GHz   | 256 MB | 8 GB           | 3.7" TN LCD            | 5 MP      | N/D     | No        |
| Nokia Lumia 710               | Novembre 2011      | 1.4 GHz   | 512 MB | 8 GB           | 3.7" ClearBlack LCD    | 5 MP      | N/D     | No        |
| Nokia Lumia 800               | Novembre 2011      | 1.4 GHz   | 512 MB | 16 GB          | 3.7" ClearBlack AMOLED | 8 MP      | N/D     | No        |
| Nokia Lumia 900               | Abril 2012         | 1.4 GHz   | 512 MB | 16 GB          | 4.3" ClearBlack AMOLED | 8 MP      | 1.3 MP  | Sí        |
| Samsung Focus 2               | Maig 2012          | 1.4 GHz   | 512 MB | 8 GB           | 4.0" Super AMOLED      | 5 MP      | 0.3 MP  | Sí        |
| Samsung Focus S               | Novembre 2011      | 1.4 GHz   | 512 MB | 16 GB          | 4.3" Super AMOLED Plus | 8 MP      | 1.3 MP  | Sí        |
| Samsung Omnia M               | Maig 2012          | 1.0 GHz   | 384 MB | 4 GB 8 GB      | 4.0" Super AMOLED      | 5 MP      | 0.3 MP  | No        |
| Samsung Omnia W (Focus Flash) | Novembre 2011      | 1.4 GHz   | 512 MB | 8 GB           | 4.0" Super AMOLED      | 5 MP      | 0.3 MP  | Sí        |
| ZTE Orbit (Render)            | Maig 2012          | 1.0 GHz   | 512 MB | 4 GB           | 4.0" TN LCD            | 5 MP      | N/D     | No        |
| ZTE Tania (Spirit)            | Desembre 2011      | 1.0 GHz   | 256 MB | 4 GB           | 4.3" TN LCD            | 5 MP      | N/D     | No        |

### Windows Phone 7.8
Third generation Windows Phone 7.8 update was announced by Microsoft as an alternative to Windows Phone 8. Existing 7.5 devices cannot be updated to WP8. Only one Windows Phone 7.8 device was announced.
| Producte        | Data de llançament | CPU (GHz) | RAM    | Emmagatzematge | Pantalla               | Càmera    | Càmera  | Giroscopi |
| Producte        | Data de llançament | CPU (GHz) | RAM    | Emmagatzematge | Pantalla               | Posterior | Frontal | Giroscopi |
| --------------- | ------------------ | --------- | ------ | -------------- | ---------------------- | --------- | ------- | --------- |
| Nokia Lumia 505 | Desembre 2012      | 0.8 GHz   | 256 MB | 4 GB           | 3.7" ClearBlack AMOLED | 8 MP      | N/D     | No        |